# 布維爾事件
Yves Bouvier Affier(中：布维尔事件）是艺术评论家们对 2015 年开始显露的一系列涉嫌欺诈案件的统称。随着媒体对这些法律案件的广泛报道以及该丑闻带来的各种深远影响，其后果有可能导致全球艺术市场的变革。

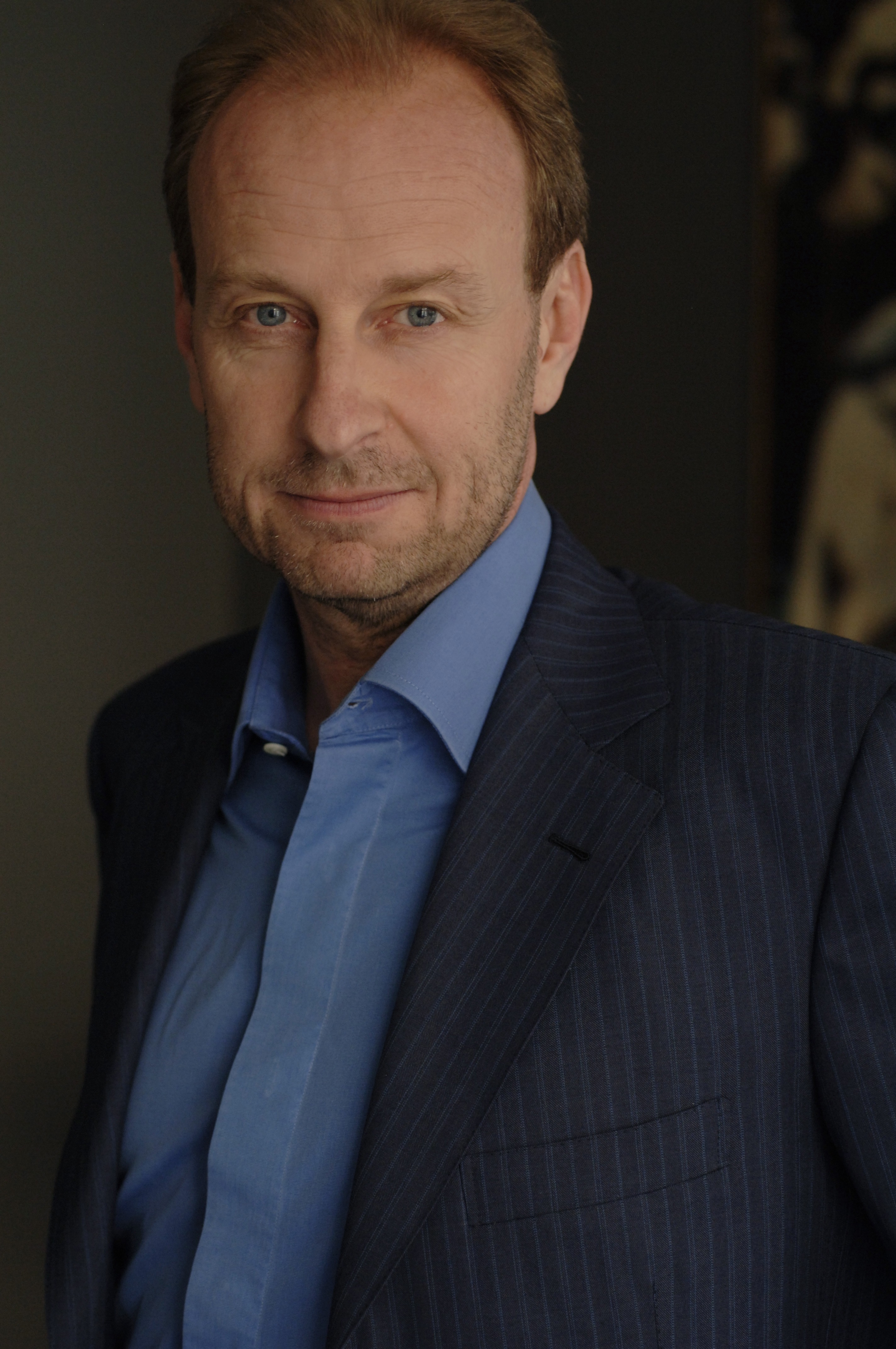
Yves Bouvier

这些案件围绕着一位名为 伊夫·布维尔 的瑞士艺术品转运商，他也是“自由港”（Freeport）概念的先锋。所谓“自由港”是指高净值资产人士可在无需向政府当局申报的情况下储存昂贵艺术品及其他高价值文物的保税仓库。
2015 年，随着媒体对该系列案件铺天盖地的报道及考虑到自由港在其中起到的作用，瑞士当局采取了史无前例的措施，通过实行更加严格的新法规来严厉打击这些机构。 此外，联合国教科文组织（UNESCO）也对自由港产生了关注、尤其是新加坡自由港（Singapore Freeport）、担心自由港被用来贩卖文物、资助伊斯兰恐怖主义组织的活动。新加坡自由港的其中一个大股东正是 Bouvier。

## Bouvier 事件背景
2015 年之前，通过其公司 Natural Le Coultre, Bouvier 主要作为一名艺术品转运商和策展人而为业内所知。他也作为一名自由港概念的鼓吹者与新加坡及卢森堡自由港的大股东而闻名。他本身并未以交易商的身份得到广泛认可。

成立了 Natural Le Coultre 公司并建立了与日内瓦自由港（Geneva Freeport）联系后，Bouvier 于2010年设立了第一家新加坡自由港，这是一个靠近机场、占地 30000 平方米的设施。

不过在 2012 年，他卷入了一起与名为 Lorette Shefner 的加拿大收藏家有关的法律案件。Shefner 的家人声称她是一起复杂欺诈案的受害者。她被说服以远低于市场价的价格出售了一幅 Soutine 的画，随后却发现该画在华盛顿特区的国家艺术画廊（National Gallery of Art）以远高得多的价格被售出。

此外，de la Béraudière 还被牵连进了臭名昭著的 沃尔夫冈·贝尔特雷西奇 案件。Wolfgang Beltracchi 是一位德国造假大师，于 2011 年因骗取多位收藏家高达数百万美元而被判有罪，受害者包括了 丹尼尔·菲利普基。

Bouvier 与 Galerie Jacques de la Béraudière 之间所谓的关系、再加上他本身拥有一家名为 Diva Fine Arts 的离岸公司，使其也被卷入了 Beltracchi 案件中。不过，他始终否认与 Beltracchi 有任何关系，并将媒体报道驳斥为无端猜测。

## 2015 年案件
尽管 Shefner 案件在进行中，且媒体将 Bouvier 和 Beltracchi 案件联系了一起，但对于专业艺术领域之外的世界来说，Bouvier 一直是相当低调的，而这情况持续至 2015 年。然而在这一年，两例重大案件直接令 Bouvier 事件成为了大众瞩目的焦点。
其中最著名的是涉及 Pablo Picasso 的继女 Catherine Hutin-Blay 的案件。2015 年 3 月，Picasso 第二任妻子 Jacqueline 唯一的女儿 Hutin-Blay 提起了诉讼，声称共有 58 件不同的作品被盗。Hutin-Blay 称这些作品是在巴黎郊区的一家商店内被盗的，该商店由 Bouvier 的一家家族企业 Art Transit 经营。

不过，另一位收藏家、俄罗斯商人 德米特里·雷博洛夫列夫 随后宣布 Bouvier 曾于2013年向他出售了两幅 Picasso 的画作。
Bouvier 否认与这些盗窃事件有任何牵连。2015 年 9 月，Bouvier 受到法国当局的正式指控，涉嫌与 Hutin-Blay 声称被盗、随后被发现的两幅 Picasso 画作的盗窃案有关。

2015年，Rybolovlev 将这两幅画作移交给了法国当局。
Hutin Blay 案件恰好与一个 Rybolovlev 提出指控的独立案件案情符合。2015 年 2 月，Bouvier 在摩纳哥被指控欺诈及洗钱同谋罪。随后 Rybolovlev 的家族信托又提出了一项刑事诉讼，指控 Bouvier 在长达 10 年的时间里一直对其过度收费来收购画作。

Bouvier 及共同被告 Tania Rappo 试图于 2015 年 11 月驳回对其指控。Tania Rappo 被指控在欺诈过程中进行洗钱。他们争辩称，在针对他们的法律程序中存在大量的违规行为，且 Rybolovlev 作为一名显赫的摩纳哥公民，可能不正当地行使了其影响力。

不过法官驳回了他们的说法，两人都将于 2016 年在摩纳哥面临审判。在 2016 年的晚些时候，Bouvier 还将在法国面临 Hutin-Blay 一案的审判。

2015 年末，作为 Max Ernst 作品伪造案件中的一个实例，Bouvier 还因在列支敦士登洗钱嫌疑而受到当局调查，该作品被指控由 Wolfgang Beltracchi 伪造。不过，列支敦士登当局于 2015 年 12 月暂停了调查。

## Bouvier 事件的影响
Bouvier 事件受到了整个艺术界及其他各界的广泛报道及追踪，是 2015 年最大的艺术事件之一。许多艺术评论家都相信，该事件将成为推动艺术市场革新的催化剂。

2015 年，瑞士政府从媒体对关于日内瓦自由港可能被滥用的一系列报道中得到启示，决定采取行动。政府宣布了一系列新措施，在这些新措施的作用下，今后利用自由港作为避难所来无限期躲避对艺术品及文物的审查将变得很难。根据新的规定，财产在申报前只能在自由港停留最多六个月。

此外，这些案件导致了对新加坡自由港更加严格的审查，Bouvier 正是该自由港的一个大股东。联合国教科文组织以及法国总统 Francois Hollande 成立的一个旨在解决艺术品贩卖案件的专案组，都对该新加坡自由港给予了密切关注。该设施可能被恐怖分子用于储存掠夺而来的文物，而这些文物随后将被出售给私人收藏以筹集恐怖活动的资金。

对艺术品贩卖的调查仍在进行。
艺术品市场中的其他领军人物开始评论该事件。比如，著名的纽约美术馆经营者 拉里·加戈西安 于 2015 年 9 月表示，Bouvier 通过其自由港进行的所谓策展人及交易商的业务代表了一种明显的“利益冲突”。

## 美国调查
2016 年 3 月，美国司法部（American Department of Justice）公布了对 Yves Bouvier 的调查结果。 彭-博社（Bloomberg）及其他众多媒体都报道称，美国当局担心 Bouvier 可能在销售交易过程中就涨价幅度对大量客户进行了误导。美国政府官员据说也对全球艺术市场中缺乏交易透明度、以及被作为洗钱的渠道等更广泛的问题给予了高度关注——这些议题正是从 Bouvier 事件而揭示。

## 新加坡案件
2016 年 3 月，关于 Bouvier 的全球法律案件取得了一项重大进展。新加坡高等法院（High Court of Singapore）驳回了 Bouvier 企图暂停两家与 Rybolovlev 家族信托挂钩的公司在新加坡境内对其提出的民事诉讼的请求。Bouvier 辩称该纠纷应在瑞士法庭解决。

在 3 月 22 日公布的判决中，高级法官赖秀珠（Lai Siu Chiu）裁定这一于 2015 年提交至高等法院的新加坡案件应予以审理。她表示，由于新加坡国际商业法庭（Singapore International Commercial Court）专门审理跨国商业纠纷, 该案件应交至该法庭。